# アルフィー・ホワイトマン
アルフィー・マリク・ホワイトマン（Alfie Malik Whiteman, 1998年10月2日 - ）は、イングランド・ロンドン・ハーリンゲイ区・トッテナム出身のサッカー選手。プレミアリーグ・トッテナム・ホットスパーFC所属。元イングランド代表。ポジションはGK。

## 経歴
2020年11月26日、UEFAヨーロッパリーグ 2020-21のグループリーグ、PFCルドゴレツ・ラズグラド戦で82分にジョー・ハートに代わって出場、トッテナム・ホットスパーFCでのトップチームデビューを果たした。
2021年8月12日、アルスヴェンスカンのデーゲルフォルシュIFへとレンタル移籍。